# No Stress
"No Stress" este un cântec din 2008 lansat de DJul și producătorul francez Laurent Wolf. Este primul single de pe al șaselea album al său, „Wash my World”. Lansat în aprilie 2008, a ajuns pe poziții înalte în multe topuri, în special cele din Franța și Belgia.
Solistul vocal este Éric Carter. Popularitatea melodiei este datorată în parte versului "I don't wanna work today" (Nu vreau să muncesc azi).

## Track listings
- CD single

| Nr. | Titlu       | Lungime |  |
| 1.  | „No Stress” | 3:26    |  |

- CD maxi

| Nr. | Titlu                             | Lungime |  |
| 1.  | „No Stress” (radio edit)          | 3:22    |  |
| 2.  | „No Stress” (Anton Wick remix)    | 7:28    |  |
| 3.  | „No Stress” (Ortega & Gold remix) | 7:09    |  |
| 4.  | „Columbia”                        | 5:10    |  |

- 12" maxi

| Nr. | Titlu                                  | Lungime |  |
| 1.  | „No Stress” (original club mix)        | 6:59    |  |
| 2.  | „No Stress” (Anton Wick remix)         | 7:28    |  |
| 3.  | „No Stress” (Ortega & Gold remix)      | 7:09    |  |
| 4.  | „No Stress” (Anton Wick elektra remix) | 7:08    |  |

- Digital download

| Nr. | Titlu                                | Lungime |  |
| 1.  | „No Stress” (Zen @ Acoustic version) | 3:26    |  |
| 2.  | „No Stress” (radio edit)             | 3:21    |  |
| 3.  | „No Stress” (Anton Wick remix)       | 7:29    |  |
| 4.  | „No Stress” (Ortega & Gold remix)    | 3:08    |  |

## Personal
- Scris de E.Rima, J.Hills, and L.Wolf
- Interpretat și produs de Laurent Wolf
- Back vocal de Éric Carter și Anggun
- Înregistrat la Wolf Project Studio
- Artwork de csublime.com
- Publicat de ATV / Sony Music Publishing France (Catalog Darkness)

## Clasamente
| Clasament (2008-2009)         | Poziție |
| ----------------------------- | ------- |
| Belgia (Ultratop 50 Flanders) | 1       |
| Belgia (Ultratop 50 Wallonia) | 1       |
| Cehia (IFPI)                  | 4       |
| Danemarca (Tracklisten)       | 19      |
| Europa (Eurochart Hot 100)    | 7       |
| Franța (SNEP)                 | 1       |
| Ungaria (Dance Top 40)        | 1       |
| Ungaria (Rádiós Top 40)       | 10      |
| Italia (FIMI)                 | 18      |
| Olanda (Dutch Top 40)         | 18      |
| Russian Airplay Chart         | 19      |
| Slovacia (Rádio Top 100)      | 38      |
| Suedia (Sverigetopplistan)    | 26      |
| Elveția (Schweizer Hitparade) | 7       |
| Turcia (Billboard)            | 17      |

| Clasament (2008)                | Poziție  |
| ------------------------------- | -------- |
| Belgia (Flanders) Singles Chart | 5        |
| Belgia (Wallonia) Singles Chart | 4        |
| Dutch Singles Chart             | 81       |
| Eurochart Hot 100               | 27       |
| French Airplay Chart            | 14       |
| French Digital Chart            | 5        |
| French Singles Chart            | 5        |
| Swiss Singles Chart             | 32       |
| Chart (2009)                    | Position |
| Hungarian Singles Chart         | 13       |

| Țara   | Certificare | Data              | Vânzări certificate |
| ------ | ----------- | ----------------- | ------------------- |
| Belgia | Gold        | 26 iulie 2008     | 20,000              |
| Franța | Silver      | 23 octombrie 2008 | 100,000             |